# Mahal (1949)
Mahal (Hindi: महल, mahal; Urdu: محل; übersetzt: Villa) ist ein kommerziell erfolgreicher Hindi-Spielfilm von Kamal Amrohi aus dem Jahr 1949.

## Handlung
Hari Shankars Vater kauft die Villa "Sangam Bhavan" am Ufer des Flusses Jamuna. Shankar selbst fasziniert eher die tragische Liebesgeschichte von Kamini und ihrem Geliebten, den vorherigen Besitzer der Villa. Doch als ihm zufälligerweise das Bild des ehemaligen Besitzers in die Hände kommt, ist Shankar sichtlich schockiert: Das Porträt zeigt sein Ebenbild. Kurze Zeit später sieht er auch Kaminis Geist umherschwirren und lässt sich von ihr verführen.
Shankars Freund Shrinath versucht ihn davon abzuhalten, bevor Kamini Shankar in den Wahnsinn treibt. Doch Kamini hat ihn so in ihren Bann gezogen, dass Shankar bereit ist, für sie zu sterben, nur um mit ihr vereint zu sein. Kamini hingegen hat einen besseren Vorschlag: Wenn er die Gärtnertochter Asha umbringt, würde sie diesen Körper annehmen.
Shankar ist bereit dieses Opfer zu bringen. Bevor ein Unglück geschieht holt Shrinath Shankars Vater zur Hilfe, der ihn mit Ranjana zwangsverheiratet. Für Ranjana ist die Ehe die reinste Hölle, denn Shankar schenkt ihr keinerlei Beachtung. Irgendwann hält sie es nicht mehr aus und vergiftet sich. Shankar wird in Verdacht gezogen, Ranjana vergiftet zu haben und wird deshalb vorerst festgenommen. Bei der Gerichtsverhandlung spricht alles gegen ihn. Auch die verschleierte Gärtnerstochter Asha wird in den Zeugenstand gebeten. Dort soll sie ihren Schleier ablegen und alle blicken schockiert in Kaminis Gesicht.
Nun ist Asha gezwungen Kaminis Geheimnis zu enthüllen: Asha ist seit ihrer Kindheit von Kaminis tragischen Liebesgeschichte überwältigt, so dass sie sich bald selbst in Kaminis Geliebten verliebt. Als sie dann Shankars Gesicht erblickt, beschließt sie kurzerhand Kaminis Identität anzunehmen, um der Befürchtung zu entgehen, als Gärtnertochter von Shankar nicht geliebt zu werden.
Trotzdem ändert die Geschichte nichts an Shankars angeblichen Motiv und wird verurteilt. Erst Ranjanas Brief, den sie vor ihrem Selbstmord eingeworfen hatte, bezeugt Shankars Unschuld. Nach der Freilassung hetzt Shankar zur Villa und stirbt vor Asha/Kamini.

## Musik
| Lied                   | Sänger                  |
| ---------------------- | ----------------------- |
| Aayega Aanewala        | Lata Mangeshkar         |
| Chhun Chhun Ghungharwa | Rajkumari, Zohra Ambala |
| Dil Ne Phir Yaad Kiya  | Lata Mangeshkar         |
| Ek Teer Chala          | Rajkumari               |
| Ghabra Ke Jo Hum       | Rajkumari               |
| Main Woh Haseen Hoon   | Rajkumari               |
| Mushkil Hai Bahot      | Lata Mangeshkar         |

Die Liedtexte zur Musik von Khemchand Prakash schrieb Nakshab. Das Lied Ayega Aanewala fungiert als Leitmotiv für den „Geist“. Der Trend ein Lied als Leitmotiv durch den ganzen Film zu nutzen, inspirierte auch Filmemacher anderer Werke wie Madhumati, Woh Kaun Thi? und Mera Saaya.

## Kritiken
- "Mahal" ist ein elegischer Trauergesang, hingegeben an Todessehnsucht und Liebesqual, voller berückender Musik, auf Moll gestimmt, mit Auftritten und Abgängen, die in ihrer traumwandlerischen Weltvergessenheit ihresgleichen kaum kennen. Klassisches Bollywood in Quintessenz.[2] – Ekkehard Knörer

- Die Tiefenschärfeaufnahmen des deutschen Kameramanns Josef Wirsching sind wahrscheinlich die besten seiner Karriere bei Bombay Talkies. Sie werden durch einen bemerkenswert fortgeschrittenen Soundtrack ergänzt.[3] – Encyclopaedia of Indian Cinema

## Hintergrund
Mahal war das Regiedebüt von Kamal Amrohi. Er gilt als erster Geisterfilm Indiens und war einer der größten Erfolge der Filmgesellschaft Bombay Talkies.